# جوست
جوست هو خدمة تلفاز عبر الإنترنت أنشأها نيكلاس زينشتروم ويانوس فريس (مؤسسو سكايب وKazaa). في أثناء 2007 إلى 2008 استخدم جوست تقنية تلفاز الند للند لتوزيع المحتوى على مشغل الوسائط الخاص بهم والمبني على موزيلا، لكن تغير ذلك في 2008 إلى مشغل وسائط معتمد على أدوبي فلاش.

## توقف البرنامج
في 17 ديسمبر 2008، أرسل جوست إلى عملائه تنبيهاً أن المشروع سوف يستمر كموقع ويب فقط. وأن البرنامج سوف يتوقف عن العمل يوم الجمعة 19 ديسمبر 2008.
وفي 24 نوفمبر 2009 تم بيع موارد الشركة لمجموعة Adconion للوسائط.

## وصلات خارجية
- الصفحة الرئيسية لجوست